# Сире
Сире́ (фр. Cirey) — коммуна во Франции, находится в регионе Франш-Конте. Департамент — Верхняя Сона. Входит в состав кантона Рьоз. Округ коммуны — Везуль.
Код INSEE коммуны — 70154.

## География
Коммуна расположена приблизительно в 330 км к юго-востоку от Парижа, в 20 км северо-восточнее Безансона, в 26 км к югу от Везуля.
На юге коммуны протекает река Оньон.

## Население
Население коммуны на 2010 год составляло 347 человек.
| 1962 | 1968 | 1975 | 1982 | 1990 | 1999 | 2010 |
| ---- | ---- | ---- | ---- | ---- | ---- | ---- |
| 192  | 189  | 185  | 200  | 225  | 232  | 347  |

## Администрация
| Период | Период | Фамилия       | Партия | Примечания |
| ------ | ------ | ------------- | ------ | ---------- |
| ?      | 2008   | Жерар Изабе   |        |            |
| 2008   | 2014   | Жан-Жак Ноэль |        |            |

## Экономика
В 2010 году среди 204 человек трудоспособного возраста (15—64 лет) 160 были экономически активными, 44 — неактивными (показатель активности — 78,4 %, в 1999 году было 76,3 %). Из 160 активных жителей работали 158 человек (83 мужчины и 75 женщин), безработных было 2 (0 мужчин и 2 женщины). Среди 44 неактивных 14 человек были учениками или студентами, 18 — пенсионерами, 12 были неактивными по другим причинам.

## Достопримечательности
- Церковь Св. Маврикия (1778 год). Исторический памятник с 1944 года[3]
- Аббатство Нотр-Дам-де-Бельво (1119 год). Исторический памятник с 1946 года[4]

## Фотогалерея

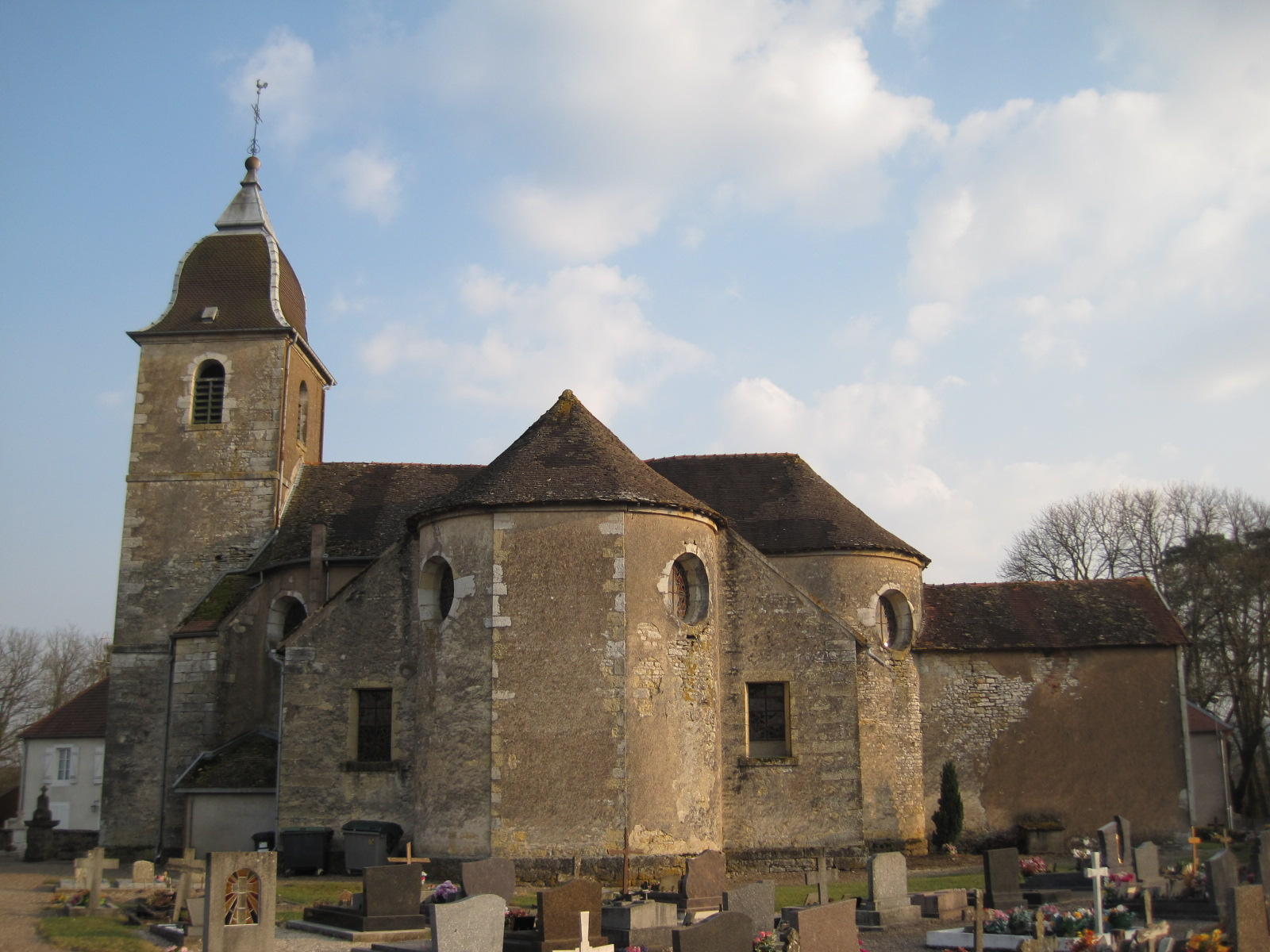
Церковь Св. Маврикия
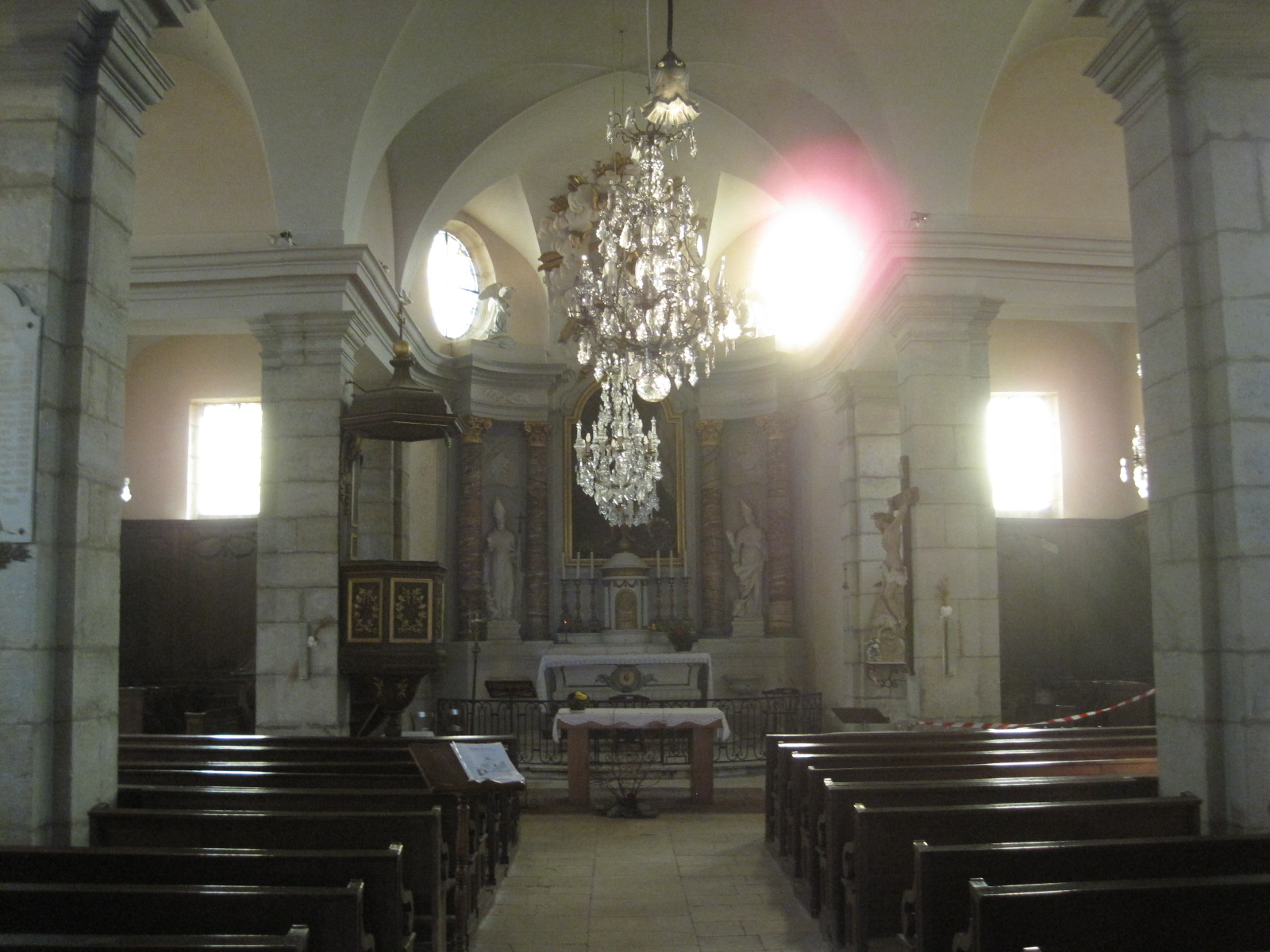
Интерьер церкви Св. Маврикия
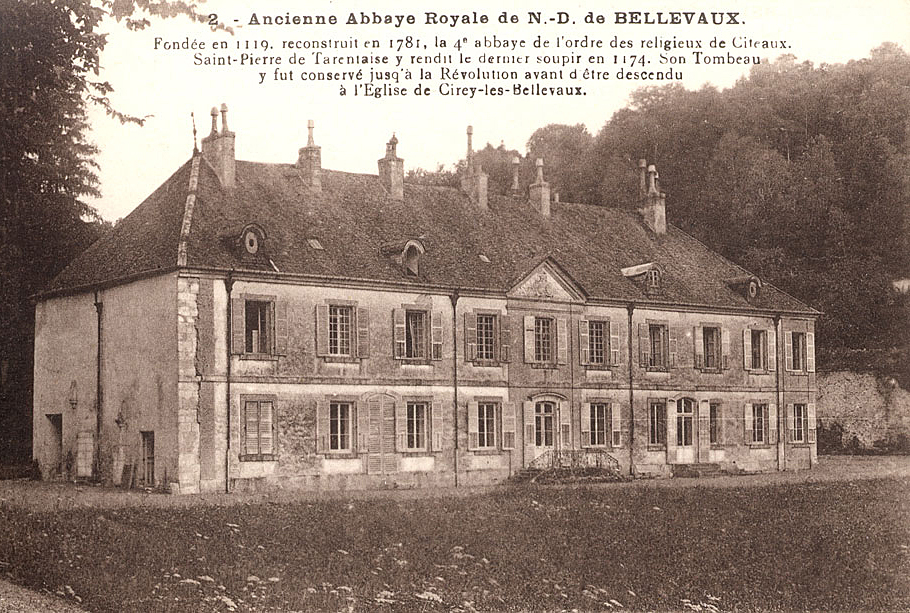
Аббатство Нотр-Дам-де-Бельво (ок. 1900)
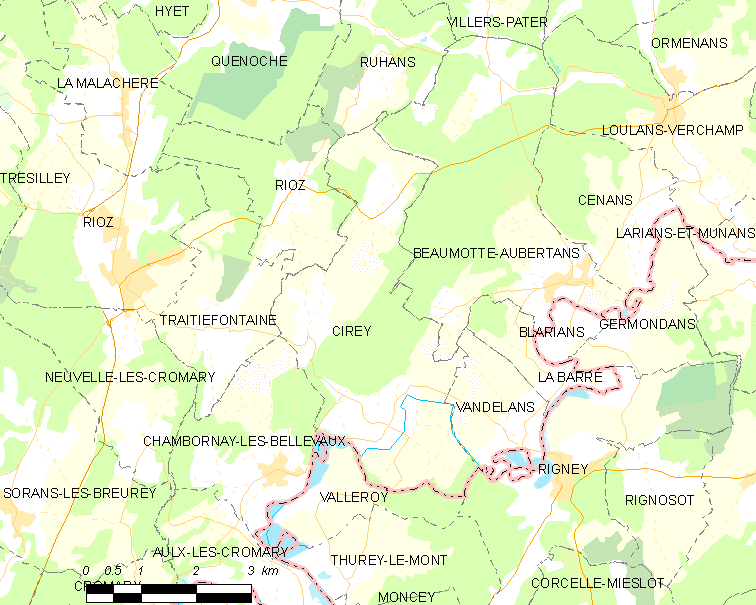
Карта коммуны